# Shannon (flod)
Shannon är Irlands längsta flod, 386 km (och även den längsta floden på brittiska öarna). Floden rinner huvudsakligen åt söder och sydväst och mynnar i Atlanten i grevskapet Clare i provinsen Munster, nära staden Limerick. Floden börjar uppe i Cuilcaghbergen i södra Fermanagh och flyter igenom elva av Irlands 32 grevskap. Bland sjöar som genomflyts av Shannon märks Lough Allen, Lough Ree och Lough Derg. Shannons avrinningsområde är 15 700 km². Medelflödet några kilometer före mynningen är 186 m³/s. I stora delar av sitt lopp flyter Shannon påfallande lugnt, utan några forsar eller fall. Det finns dock en kraftstation i Ardnacrusha. Bland Shannons biflöden märks Inny, Suck och Brosna.
Shannon beskrevs redan av den antike geografen Klaudios Ptolemaios. Floden användes av vikingar som på 900-talet plundrade rika kloster inåt landet. Under flera inbördeskrig på 1600-talet hade floden stor strategisk betydelse genom att den delar ön i en västlig och en östlig halva.